# Bukač severoamerický
Bukač severoamerický (Botaurus lentiginosus) je středně velký druh vodního ptáka.
Dorůstá 59–70 cm, v rozpětí křídel měří 95–115 cm a váží 500–900 g. Vzhledem se velmi podobá eurasijskému bukači velkému (B. stellaris). Má převážně tmavě hnědé opeření s množstvím pruhů a skvrn, které je u obou pohlaví zbarveno stejně.
Žije v bažinách, močálech a na vlhkých loukách na rozsáhlém území Severní Ameriky. Je tažný, hnízdí v Kanadě a ve většině Spojených států, zimuje pak v jejich jižní části a ve Střední Americe. Vzácně zalétává též do Evropy, např. na území Španělska, Velké Británie nebo Irska.

Zdržuje se obvykle jednotlivě, a díky svému skrytému způsobu života je navíc i velmi těžko pozorovatelný. Při vyrušení znehybní, natáhne zobák vzhůru a spoléhá přitom na své ochranné zbarvení. Jeho přítomnost lze proto snadněji zjistit díky charakteristickému hlasu. Živí se obojživelníky, rybami, hmyzem a plazy. V jedné snůšce jsou 2–3 vejce, na jejichž 24–28denní inkubaci se podílí samotná samice, zatímco samec střeží teritorium. Mláďata jsou pak zcela nezávislá po 6–7 týdnech.